# Murfreesboro (Arkansas)
Pour les articles homonymes, voir Murfreesboro.
La ville américaine de Murfreesboro est le siège du comté de Pike, dans l’Arkansas. Lors du recensement de 2000, sa population s'élevait à 1 764 habitants.

## Démographie
| 1880 | 1890 | 1900 | 1910 | 1920 | 1930 | 1940 | 1950  |
| ---- | ---- | ---- | ---- | ---- | ---- | ---- | ----- |
| 84   | 159  | 200  | 516  | 730  | 733  | 835  | 1 079 |

| 1960  | 1970  | 1980  | 1990  | 2000  | 2010  | - | - |
| ----- | ----- | ----- | ----- | ----- | ----- | - | - |
| 1 096 | 1 350 | 1 883 | 1 542 | 1 764 | 1 641 | - | - |

## Source
- (en) Cet article est partiellement ou en totalité issu de l’article de Wikipédia en anglais intitulé « Murfreesboro, Arkansas » (voir la liste des auteurs).